# Stuart Dixon
John Stuart Dixon, noto anche con lo pseudonimo di La Rage o semplicemente Rage (...), è un chitarrista inglese. 
Noto per essere chitarrista solista della band NWOBHM/Black/Speed Metal Venom dal 2008

## Biografia

### Order of the Black Sun (2004)
Stuart inizia la sua carriera musicale nel 2004 a Newcastle upon Tyne nella band thrash metal Order of the Black Sun di cui il cantante era Chris Morrison proveniente da una storica band di Newcastle di genere thrash/groove metal chiamata Reign. Tuttavia questa band si scioglie nel 2006 dopo la morte del cantante Chris.

### Venom (2008-oggi)
Antton, batterista dei Venom nel 2007, conosce Stuart attraverso un suo vecchio amico. Così quando i Venom si mettono alla ricerca di qualcuno che possa sostituire Mike "Mykus" Hickey, chitarrista che al momento si trova negli Stati Uniti, chiamano Stuart per chiedere cosa stava facendo. Aveva la sua band chiamata Order of the Black Sun ma il loro cantante era appena morto e quindi erano un po' in uno stato indefinito di pausa vicino allo scioglimento. Ovviamente quando Stuart riceve l'elenco delle canzoni da imparare, sapeva subito quali fossero. Gli fu chiesto se avesse bisogno di uno dei CD per aiutarsi, così chiese agli altri componenti della band se stessero scherzando, aggiungendo che avesse tutto quello che avevano realizzato. Alcuni mesi dopo, dopo aver dato una mano in tour,  Annton e Cronos lo chiamarono di nuovo e presumeva che avrebbe dovuto riempire di nuovo il posto di chitarrista nella band e alla fine delle prove Cronos lo portò in disparte e gli chiese se volevo accettare l'opportunità di unirsi a tempo pieno. Non ci volle molto tempo per Stuart a dire di sì, e così prese lo pseudonimo di "La Rage" registrando il disco Hell uscito nel 2008.
Il suo soprannome nel tempo è mutato semplicemente in "Rage" e nel 2011 prende parte alla composizione dei brani per Fallen Angels precisando in un'intervista per il sito web CackBlabbath.co.uk che quest'album sembra il risultato di una band più compatta, che non c'è stato ego o persone che hanno cercato di superarsi a scapito della band. Inoltre la band ha suonato in alcuni grandi spettacoli da quando Dante si è unito in Sud America nel 2009 come headliner a numerosi festival, dimostrando di essere una band compatta. Stuart precisa che la band prova ancora ogni settimana così come tutti loro amano suonare e questo viene trasferito nelle canzoni. Quello che Stuart voleva riportare, e che riteneva mancasse dagli ultimi due album, è il fuoco che ha guidato i primi due-tre album della band. Non volevano fare un album sicuro solo per fare un album e le canzoni di Fallen Angels sono più grandi e più audaci. «È un album di cui le Legioni possono essere orgogliose», precisa Rage.

Nella stessa intervista fatta ad ottobre del 2011 per CackBlabbath.co.uk, Rage afferma:

## Strumentazione

### Chitarre
- B.C. Rich Flying V nera con bordi rossi (2008)
- B.C. Rich NJ Neck-Thru Series Mockingbird rossa (South American Tour 2009)
- Fernandes Les Paul nera (Party San Metal Open Air 2013)
- Fender Stratocaster (Rock Hard Festival 2015 ed Hell Fest 2015)
- Ibanez GRG170DX BKN Black Night (Hell Fest 2015)
- Jackson Guitars JS32 Warrior Black Satin (Alcatraz Festival 2015)

### Pick-ups
EMG Pick Ups

### Amplificatori
Peavey 6505

## Discografia

### Venom
- 2008 - Hell
- 2011 - Fallen Angels
- 2015 - From the Very Depths
- 2018 - Storm the Gates